# Mare Humorum
Das Mare Humorum (lateinisch für „Meer der Feuchtigkeit“) ist eine Tiefebene des Erdmondes.
Es liegt auf der erdzugewandten Mondseite bei den selenographischen Koordinaten 24° S; 39° W und hat einen mittleren Durchmesser von 420 km.
Das Gestein des Mare ist etwa 3,9 Milliarden Jahre alt. Die Basaltschicht ist teilweise über 3 km dick. Im Norden grenzt es an den Krater Gassendi, der seinerzeit als möglicher Landeplatz für Apollo 17 in Betracht gezogen wurde.

## Weblinks

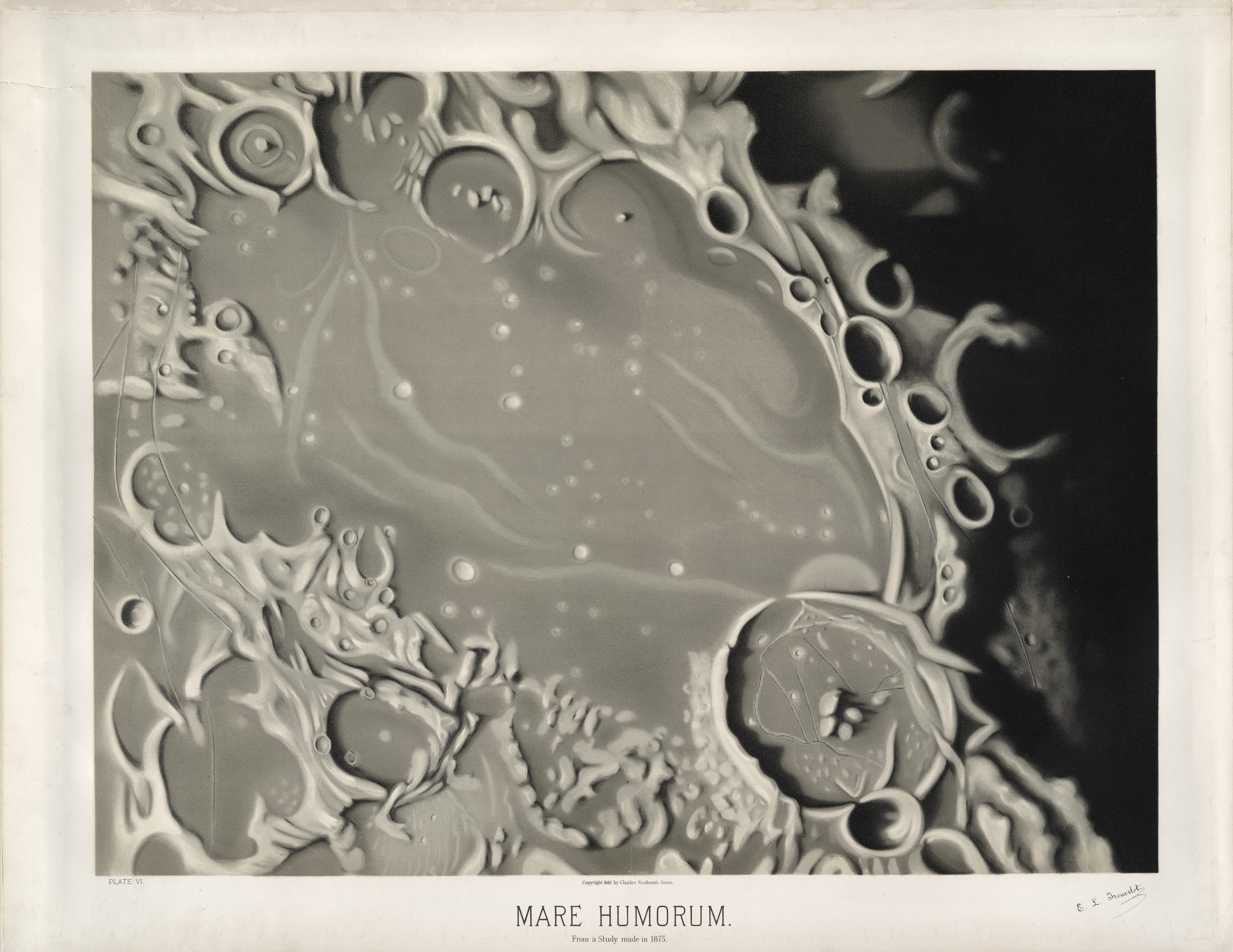
Das Mare Humorum auf einer astronomischen Zeichnung des 19. Jahrhunderts (Trouvelot, 1881)